# It's All I Can Do
It's All I Can Do è un brano del gruppo rock The Cars, estratto come secondo singolo dall'album Candy-O.